# Милл-Крик (приток Уилламетта)
Милл-Крик (англ. Mill Creek) — река в США, протекает по территории округа Марион штата Орегон. Длина реки — 41,4 км (25,7 миль). Площадь водосборного бассейна — 287,5 км² (111 кв. миль). Высота водосбора варьируется от 35,4 до 670 м (от 116 до 2200 футов).
Начинается в предгорьях Каскадных гор. Течёт в общем северо-западном направлении через города Аумсвилл, Стейтон и Саблимити. Впадает в Уилламетт в 134 км (83,5 мили) от его устья по правому берегу на высоте 35,4 м над уровнем моря на территории города Сейлем.
Основные притоки — Мак-Кинни-Крик (левый) и Бивер-Крик (правый).
Климат бассейна Милл-Крика — умеренный океанический. Средняя минимальная температура 1 °C в январе, средняя максимальная — до 27 °C в августе (33,5 °F и 80,8 °F соответственно). В год в среднем выпадает 1270 мм (50 дюймов) осадков.

## История
Милл-Крик назван в честь лесопилки, построенной во время миссии методистов в 1834 году. Сооружения, построенные в середине XIX века, изменили русло первоначального нижнего течения реки Милл-Крик. Также построены 2 канала: Сейлемский и Шелтнон-Дитч, которые помогают контролировать наводнения в Сейлеме[страница не указана 82 дня].
В январе 2012 года сильный ливень во время зимнего шторма привел к поднятию уровня воды на 0,76 м, вызвав затопление прибрежных домов.